# Chipping Norton (Oxfordshire)
Chipping Norton è un villaggio di 5.972 abitanti della contea dell'Oxfordshire, in Inghilterra.